# 薛収
薛 収（せつ しゅう、592年 - 624年）は、中国の唐の文学者・政治家。字は伯褒。本貫は蒲州汾陰県。秦王府十八学士のひとりに挙げられた。

## 経歴
隋の内史侍郎薛道衡の子として生まれた。家を出て族伯父の薛孺の後を継いだ。12歳で文章を得意とした。族兄の薛徳音や従子の薛元敬と名声をひとしくし、「河東三鳳」と称された。父の薛道衡が冤罪によって死を賜ったため、薛収は隋に仕えるのをいさぎよしとしなかった。唐の高祖李淵が起兵したのを聞くと、首陽山に逃れて、唐軍に呼応しようとした。しかし河東郡通守の堯君素が薛収の母を城中に抑留したので、薛収は唐につくことができなかった。堯君素が王世充と結ぶと、薛収は単身で唐に帰順した。房玄齢の推薦で李世民と面会し、政略の意見が李世民と合致したので、秦王府主簿に任ぜられ、陝東大行台金部郎中を兼ねた。王世充を討伐するにあたって、薛収は檄文を布にしたため、馬上で文章を書いた。
621年、竇建徳が王世充の援軍として現れると、唐の諸将は挟撃されるのを恐れて、撤退を進言する者が多く出た。薛収は「いけません。王世充は精鋭を率いて東都に拠っていますが、食糧不足に苦しんでいます。対して竇建徳は兵は老弱ですが食糧が充実しています。両賊に合流されて連係を図られると、伊水・洛水の間の勝敗は分からなくなります。われわれの東都の包囲は塁を守って出兵せず、大王が精鋭を率いて成皋に拠り、竇建徳を迎え撃てば、われらの精兵で弱兵を討つのですから、一戦で決着をつけられましょう。遠からず、二賊を捕縛することができます」と進言した。李世民は薛収の言を採用して、竇建徳を迎え撃って捕らえ、王世充を降した。 
624年、薛収は病の床につき、李世民の見舞いを受けると、感激して涙を流した。まもなく33歳で死去した。633年、定州刺史の位を贈られた。永徽年間、太常卿の位を追贈され、昭陵に陪葬された。

## 伝記資料
- 『旧唐書』巻73 列伝第23「薛収伝」
- 『新唐書』巻98 列伝第23「薛収伝」